# Schradera cephalophora
Schradera cephalophora är en måreväxtart som beskrevs av August Heinrich Rudolf Grisebach. Schradera cephalophora ingår i släktet Schradera och familjen måreväxter.
Artens utbredningsområde är Kuba. Inga underarter finns listade i Catalogue of Life.